# Baptized
Baptized é o quarto álbum de estúdio da banda americana de rock Daughtry, lançado em 19 de novembro de 2013 pela RCA Records. O primeiro single foi a canção "Waiting for Superman". O disco recebeu críticas variadas (com um tom negativo) dos especialistas.

## Faixas
Todas as letras escritas por Chris Daughtry. 
| CD             |                         |         |  |
| N.º            | Título                  | Duração |  |
| 1.             | "Baptized"              | 3:11    |  |
| 2.             | "Waiting for Superman"  | 4:26    |  |
| 3.             | "Battleships"           | 3:52    |  |
| 4.             | "I'll Fight"            | 3:00    |  |
| 5.             | "Wild Heart"            | 3:50    |  |
| 6.             | "Long Live Rock & Roll" | 3:36    |  |
| 7.             | "The World We Knew"     | 3:55    |  |
| 8.             | "High Above the Ground" | 3:11    |  |
| 9.             | "Broken Arrows"         | 4:08    |  |
| 10.            | "Witness"               | 4:11    |  |
| 11.            | "Traitor"               | 3:03    |  |
| 12.            | "18 Years"              | 4:51    |  |
| Duração total: | Duração total:          | 44:56   |  |

## Tabelas musicais
| Paradas (2013)                        | Melhor posição |
| ------------------------------------- | -------------- |
| Alemanha (Offizielle Deutsche Charts) | 43             |
| Austrália (ARIA Charts)               | 56             |
| Áustria (Ö3 Austria Top 40)           | 39             |
| Canadá (Canadian Albums Chart)        | 16             |
| Irlanda (IRMA)                        | 100            |
| Noruega (VG-lista)                    | 38             |
| Suíça (Schweizer Hitparade)           | 24             |
| Reino Unido (UK Albums Chart)         | 42             |
| Estados Unidos (Billboard 200)        | 6              |
| Estados Unidos (Rock Albums)          | 3              |